# Whitton (Lincolnshire)
Pour les articles homonymes, voir Whitton.
Whitton est un village et une paroisse civile du Lincolnshire, en Angleterre. Administrativement, il relève de l'autorité unitaire du North Lincolnshire.

## Toponymie
Whitton est un toponyme d'origine vieil-anglaise. Il désigne une île (ēg) appartenant à un homme nommé Hwita. Il est attesté pour la première fois sous la forme Witenai dans le Domesday Book, compilé en 1086.

## Histoire
Le Domesday Book indique que le manoir de Whitton appartient à Siward Barn avant la conquête normande de l'Angleterre, en 1066. Il passe ultérieurement au seigneur anglo-normand Henri de Ferrières, qui en est le propriétaire vingt ans plus tard, en 1086. Le village de Whitton compte alors 44 habitants et sa valeur annuelle est estimée à 7 livres, soit trois de moins qu'en 1066.

## Démographie
Au recensement de 2011, la paroisse civile de Whitton comptait 212 habitants.
| Année | Population |
| ----- | ---------- |
| 1801  | 207        |
| 1811  | 187        |
| 1821  | 212        |
| 1831  | 245        |
| 1841  | 217        |
| 1851  | 190        |
| 1881  | 201        |
| 1891  | 257        |
| 1901  | 173        |
| 1911  | 167        |
| 1921  | 183        |
| 1931  | 196        |
| 1951  | 173        |
| 1961  | 180        |
| 2011  | 212        |